# Roman Wallner
Pour les articles homonymes, voir Wallner.
Roman Wallner est un footballeur international autrichien né le 4 février 1982 à Graz.

## Carrière
- 1998-1999 : SK Sturm Graz  Autriche
- 1999-2004 : Rapid Vienne  Autriche
- 2004-2005 : Hanovre 96  Allemagne
- 2005 : Admira  Autriche
- 2005-2007 : Austria Vienne  Autriche
- 2007-2008 : Falkirk  Écosse
- →2007 : Hamilton Academical  Écosse
- 2008 : Apollon Kalamarias  Grèce
- 2008 : Skoda Xanthi  Grèce
- 2009-Jan.2010 : LASK Linz  Autriche
- Jan.2010-Janv.2012 : Red Bull Salzbourg  Autriche
- Depuis Jan.2010- : RB Leipzig  Allemagne

## Sélections
- 27 sélections et 6 buts avec l' Autriche depuis 2001.